# Isole Picton, Lennox e Nueva
Picton, Lennox e Nueva, conosciute anche come isole del Beagle o isole PNL, sono tre isole cilene ubicate nell'estremo orientale del canale di Beagle.
Per il loro valore strategico sono state al centro di aspre dispute territoriali tra Argentina e Cile, in particolare durante il conflitto del Beagle nel 1978.

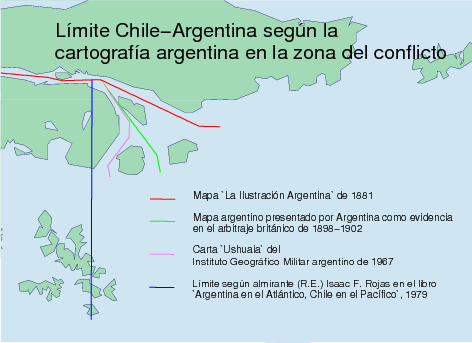
Confine tra Argentina e Cile secondo le carte argentine nel canale di Beagle.

## Superficie
- Isola Picton: 105 km²
- Isola Nueva: 120 km²
- Isola Lennox: 171,50 km²